# ABDACOM
ABDACOM var kodenavnet for American-British-Dutch-Australian (ABDA) Command. Det var en kortvarig overkommando for alle allierede styrker i Sydøstasien i starten af 1942 under Stillehavskrigen i 2. Verdenskrig. 
Hovedformålet med kommandoen, som var under ledelse af Sir Archibald Wavell, var at fastholde kontrollen over den Malayiske barriere (eller Ostindiske barriere) en imaginær linje, som løb ned gennem Malayahalvøen gennem Singapore og de sydligste øer i Hollandsk Ostindien. ABDACOM blev af briterne også kaldt "South West Pacific Command", selv om den ikke må forveksles med den senere South West Pacific Area kommando (se nedenfor). 
Selv om ABDACOM kun eksisterede i nogle få uger, og oplevede det ene nederlag efter det andet, gav det nogle brugbare erfaringer for arbejdet med fælles allierede kommandoer senere i krigen. 

## Historie
Arbejdet med at organisere ABDA kommandoen begyndte kort efter at krigen mellem Japan og de allierede brød ud den 7. december 1941. Den 29. december sagde Winston Churchill at der var enighed om at Wavell skulle være øverstkommanderende. Wavell havde på daværende tidspunkt stillingen som britisk øverstkommanderende i Indien. Churchill tilføjede:
Det er planen at general Wavell skal have en stab i det sydlige Stillehav, som er tilgængeligt på samme måde som Fochs Overordnede generalstab var det for generalstabene i de britiske og franske arméer i Frankrig [under 1. Verdenskrig]. Han vil få sine ordrer fra et passende fælles råd, som vil være ansvarlig overfor mig som forsvarsminister og overfor De forenede Staters præsident som også er øverstkommanderende for alle amerikanske styrker.
Efter Erklæringen om de forenede nationer den 1. januar 1942 udpegede de allierede regeringer formelt Wavell. Etableringen af ABDACOM indebar at Wavell havde nominel kontrol over en enorm men meget spredt styrke, som dækkede et område fra Burma i vest til Hollandsk Ny Guinea og Filippinerne i øst. Andre områder, herunder Indien og Hawaii forblev officielt under adskilte kommandoer, og i praksis havde general Douglas MacArthur fuld kontrol over de allierede tropper i Filippinerne. Efter krav fra Wavell blev den vestlige halvdel af det nordlige Australien (se kortet) tilføjet til ABDA området. Resten af Australien var under australsk kontrol, og det samme var New Guinea territoriet. 
ABDA fik til opgave at holde den malajiske barriere så længe som muligt for at opretholde allieret kontrol over det Indiske ocean og de vestlige søveje til Australien. Dette var en næsten håbløs opgave, i betragtning af de japanske flådestyrkers overmagt i det vestlige Stillehav. Opgaven blev yderligere vanskeliggjort ved tilføjelsen af Burma til operationsområdet, vanskelighederne ved at koordinere fire landes krigsindsats, som anvendte forskelligt udstyr og ikke havde trænet sammen, samt de nationale regeringers forskellige prioriteringer. De britiske ledere var primært interesseret i at beholde kontrollen over Singapore. Den militære styrke i Hollandsk Ostindien var svækket som følge af Hollands nederlag i 1940, og det hollandske administration havde fokus på at forsvare øen Java. Den australske regering var stærkt involveret i Felttoget i Nordafrika, og havde ikke mange yderligere militære styrker klar til indsats, og amerikanerne var fortrinsvis optaget af Filippinerne som på daværende tidspunkt var et amerikansk territorium.
Wavell ankom til Singapore, hvor den britiske kommando i Fjernøsten var stationeret, den 7. januar 1942. ABDACOM overtog denne britiske kommando i sin helhed. Den 15. januar flyttede Wavell sit hovedkvarter til Bandung på Java og overtog kontrollen over de allierede operationer. 
Den første bemærkelsesværdige succes for ABDACOM var den amerikanske flådes angreb ved Balikpapan på Borneo den 24. januar, som kostede japanerne seks transportskibe, men ikke forhindrede dem i at erobre de vigtige oliefelter på Borneo. 
Regeringerne i Australien, Holland og New Zealand pressede på overfor Winston Churchill for at få nedsat et allieret krigsråd med repræsentanter for alle regeringer. Rådet skulle have det overordnede ansvar for krigsindsatsen i Asien og Stillehavet og rådet skulle have hjemme i Washington D.C.. Et fjernøstligt råd, som senere blev kendt som Pacific War Council) blev etableret i London den 9. februar, med et tilsvarende stabsråd i Washington. De mindre lande fortsatte imidlertid med at presse på for at få et råd med hjemsted i Amerika. 
I mellemtiden havde det hurtige sammenbrud af den allierede modstand overfor japanske angreb i Malaya, Singapore, Hollandsk Ostindien, Filippinerne og andre lande overvældet den malajiske barriere. Singapores fald den 15. februar gjorde ABDA kommandoen hjemløs, og den blev opløst en uge senere.
Wavell tog sin afsked som øverstkommanderende den 25. februar 1942 og overlod kontrollen over ABDA området til lokale kommandanter. Han anbefalede også etableringen af to allierede kommandoer til erstatning for ABDACOM: en for det sydvestlige Stillehav og en med base i Indien. I forventning om dette havde Wavell overgivet kontrollen med Burma til den britiske kommando i Indien og genoptaget sin tidligere stilling som øverstkommanderende i Indien.
Efter ødelæggelsen af ABDAs hovedflåde under kontreadmiral Karel Doorman ved slaget i Javahavet, i februar-marts 1942 ophørte ABDA i praksis med at eksistere.
Da japanerne samlede sig om de resterende allierede styrker i Filippinerne fik MacArthur ordre til at flytte til Australien. Den 17. marts udpegede den amerikanske regering ham til Supreme Allied Commander South West Pacific Area, en kommando som omfattede Australien og Ny Guinea foruden japansk besatte områder. Resten af det geografiske område i Pacific Theater of Operations forblev under Pacific Ocean Areas kommandoen, som var underlagt Commander-in-Chief Admiral Chester Nimitz fra US Navy. 
Det mellemstatslige Pacific War Council blev nedsat i Washington den 1. april, men havde ikke større effekt på grund af den overvældende overvægt af amerikanske styrker i Asien og Stillehavet i hele krigen. 
Måske var den mest bemærkelsesværdige succes for ABDA styrkerne guerilla krigen på Timor, som blev ført af australske og hollandske infanterister i næsten 12 måneder efter den japanske landgang den 19. februar. 

## Officiel kommandostruktur
General Sir Archibald Wavell, British Army (BA) — Øverstkommanderende
- Generalløjtnant George H. Brett, US Army Air Forces (USAAF) — Næstkommanderende
- Generalløjtnant Henry Pownall (BA) — Stabschef

Landstyrker
- Generalløjtnant Hein Ter Poorten, Hollandsk ostindiske arme (KNIL) — chef for landstyrkerne (ABDA Land); Ligeledes chef for landstyrkerne i Hollandsk Ostindien
  - Generalmajor Ian Playfair (BA) — stedfortrædende chef for landstyrkerne, stabschef
  - Generalmajor T. J. Hutton (BA) — Britiske styrker i Burma
  - Generalmajor David Blake, Australian Army, Northern Australia
  - Generalløjtnant Arthur Percival (BA) — Malaya
- General Douglas MacArthur, US Army — allierede styrker i Filippinerne

(MacArthur var i princippet underlagt Wavell, men i realiteten fungerede mange af kommandovejene uafhængigt af ABDACOM og/eller eksisterede kun på papiret.)
Luftstyrker
- Luftmarskal Sir Richard Peirse, Royal Air Force (RAF), chef for luftstyrkerne (ABDA Air)
  - Generalmajor Lewis H. Brereton (USAAC), stedfortrædende chef for luftstyrkerne 
    - Vice luftmarskal D. F. Stevenson RAF, NORGROUP (Burma)
    - Vice luftmarskal C. W. Pulford RAF, WESGROUP (Malaya og Nordlige Sumatra)
    -  ? CENGROUP (Sydlige Sumatra og vestlige Java; sluttet sammen med EASGROUP den 22. februar)
    -  ? EASGROUP (Østlige Java; lagt sammen med CENGROUP den 22. februar)
    - Generalmajor Ludolph van Oyen (KNIL), allierede luftstyrker på Java efter 22. februar.[2])
    -  ? RECGROUP (rekognoscering)
    - Air Commodore Douglas Wilson, Royal Australian Air Force, AUGROUP (Nordlige Australien og Molukkerne)

Flådestyrker
- Admiral Thomas C. Hart, US Navy (USN) chef for flådestyrkerne (ABDA Sea). Indtil 12. februar 1942.
- Admiral Conrad Helfrich, Kongelige hollandske flåde Efter 12. februar.
  - Kontreadmiral Arthur Palliser, Royal Navy, stedfortrædende chef for flådestyrkerne 
    - Kontreadmiral William A. Glassford, Jr. (USN) chef for amerikanske flådestyrker
    - Kontreadmiral Johan van Staveren (RNN) chef for hollandske flådestyrker
    - Commodore John Collins, Royal Australian Navy, chef for britiske og australske flådestyrker

## Eksterne kilder
- ABDA områdets grænser
- Britisk krigministeriel rapport om: OPERATIONS IN BURMA FROM 15th DECEMBER 1941 to 20th MAY 1942 Arkiveret 23. marts 2004 hos  Wayback Machine
- Parliamentary Debates, House of Commons Official Report, Jan. 27, 1942. on the Far Eastern theatre and A.B.D.A
- 15. februar 1942: Telegrammet om Singapors kapitulation fra ABDACOM til australiens premierminister Arkiveret 6. september 2004 hos  Wayback Machine
- Beretning om ABDA felttoget Arkiveret 28. maj 2009 hos  Wayback Machine
- Chapter 10: Loss of the Netherlands East Indies